# Iremel'
Il monte Iremel' (in russo Иремель?, in baschiro: Ирәмәл) è il secondo per altezza nella parte meridionale degli Urali meridionali, con 1 589 m. È situato nella repubblica autonoma della Baschiria (Federazione Russa).
Oltre alla cima principale, il Bol'šoj Iremel' (Grande Iremel'), esiste una cima secondaria, chiamata Malyj Iremel' (Piccolo Iremel', 1 449 m). Le due cime sono separate da una sella larga circa 1 km e alta 1 200-1 250 m.
Ai piedi del massiccio sorgono le sorgenti di alcuni piccoli fiumi appartenenti al bacino del fiume Belaja, importante fiume della Russia appartenente al bacino del Volga, del quale è tributario attraverso la Kama. La Belaja ha origine dalle paludi a est del monte Iremel'.